# Thunder Express
Thunder Express var en svensk hårdrocksgrupp med Robert "Strängen" Dahlqvist, från The Hellacopters i spetsen. 2004 släpptes debutalbumet We Play for Pleasure och 2007 uppföljaren Republic Disgrace. 2009 släppte gruppen det svenskspråkiga albumet Skaffa ny frisyr under namnet Dundertåget och året därpå kom albumet Dom feta åren är förbi.
Namnet Thunder Express är taget efter en låt med samma namn av MC5.
Efter Dahlqvists död 1 februari 2017 är bandets status oklar. 

## Medlemmar
- Robert Dahlqvist – gitarr, sång
- Robert Pehrsson – gitarr
- Jens Lagergren – basgitarr
- Jesper Karlsson – trummor

## Diskografi

### Som Thunder Express
Studioalbum
- 2004 – We Play for Pleasure (LP/CD, Razzia Records)
- 2007 – Republic Disgrace (LP/CD, Razzia Records)

Singlar
- 2004 – "In My Mind" / "Believe in You" (video) (CD, Razzia Records)
- 2004 – "Believe in You" / "Coming Back" (CD, Razzia Records)
- 2007 – "Republic Disgrace" (CD, Razzia Records)

### Som Dundertåget
Studioalbum
- 2009 – Skaffa ny frisyr  (Razzia Records)
- 2010 – Dom feta åren är förbi (Razzia Records)

Singlar
- 2009 – "Delad vårdnad (ska du ha spö)" (CD, Razzia Records)
- 2009 – "Ifrån mej själv" (CD, Razzia Records)
- 2013 – "Det tog en lång tid" / "Inte en dag" (12" vinyl/7" vinyl, Adore Music)